# Anopheles hermsi
Anopheles hermsi este o specie de țânțari din genul Anopheles, descrisă de Barr și Guptavanij în anul 1988.
Este endemică în California. Conform Catalogue of Life specia Anopheles hermsi nu are subspecii cunoscute.